# Bulciago
Bulciago (lombardul: Bülciagh vagy Bilciagh) település Olaszországban, Lombardia régióban, Lecco megyében. Lakosainak száma 2911 fő (2023. január 1.). Bulciago Barzago, Cassago Brianza, Costa Masnaga, Cremella, Garbagnate Monastero és Nibionno községekkel határos.

## Népesség
A település népességének változása:
| Lakosok száma | 2844 | 2892 | 2911 |
|               | 2017 | 2018 | 2023 |